# Heartaches by the Number
Heartaches by the Number ist ein Country-Song des amerikanischen Songwriters Harlan Howard aus dem Jahr 1959. Das Stück wurde zuerst von Ray Price veröffentlicht. Neben der Originalversion wurden zahlreiche Coverversionen bekannt, unter anderem von Guy Mitchell aus demselben Jahr sowie 1965 von Johnny Tillotson.
Im deutschsprachigen Raum wurde das Lied als Ich zähle täglich meine Sorgen populär, das 1959 von Peter Alexander interpretiert und zu einem Top-10-Hit für den österreichischen Schlagersänger wurde.

## Hintergrund
Der Songschreiber Harlan Howard wählte den erfolgreichen Sänger Ray Price als Interpreten für das Lied, das 1959 aufgenommen wurde. Es erschien im November desselben Jahres als A-Seite einer Single bei Columbia Records zusammen mit dem Lied Wall of Tears, geschrieben von Wayne Walker.
Obwohl es sich bei der Version von Ray Price um die zuerst veröffentlichte Version des Songs handelt, war sie deutlich weniger erfolgreich als die im selben Jahr erschienene Version von Guy Mitchell. Price konnte sich mit seiner Fassung zwar für 40 Wochen in den Country-Charts platzieren und stieg dort bis auf Rang 2, die Pop-Charts erreichte das Stück aber nicht.
Bereits kurz nach der Aufnahme von Ray Price erschien in den Vereinigten Staaten eine Version von Guy Mitchell, die im Gegensatz zur Originalversion im Oktober 1959 in die Pop-Charts kam und dort bis Dezember 1959 auf den Platz 1 stieg. Der Titel blieb insgesamt fünf Monate in den Charts, davon zehn Wochen in den Top 10.

## Text und Musik
Bei dem Lied handelt es sich um ein ruhiges, sentimental gehaltenes Lied über den Trennungsschmerz des Protagonisten, der von seiner Partnerin verlassen wurde. Er zählt dabei in den Strophen die verschiedenen Herzschmerzen auf, die er durch die Trennung durchleiden musste, und nummeriert sie dabei durch:

“Heartache number one was when you left me

I never knew that I could hurt this way

And heartache number two was when you came back again

You came back and never meant to stay”

„Herzschmerz Nummer eins war, als du mich verlassen hast

ich wusste nicht, dass ich so leiden kann

und Herzschmerz Nummer zwei war, als du wieder zurückkamst

Du kamst zurück und hattest nie vor zu bleiben“

Die Strophen werden unterbrochen durch den Refrain des Liedes, bei dem der Protagonist erneut darstellt, wie schwer die Trennung ist und dass er seine Herzschmerzen weiter durchzählen muss. Sein Schmerz und seine Liebe steigere sich dabei mit jedem Tag, mit dem die Liebe seiner Partnerin abnimmt. Er ist sich bewusst, dass er ihre Liebe nicht mehr gewinnen kann, weiß aber auch, dass der Tag, an dem er aufhört seine Herzschmerzen zu zählen, der Tag ist, an dem seine Welt untergeht.

## Coverversionen
Heartaches by the Number wurde sowohl auf Englisch wie auch in verschiedenen Übersetzungen interpretiert. Im amerikanischen Sprachraum stammen Coverversionen vor allem aus dem Bereich der Country- und später auch der Popmusik. Im deutschsprachigen Bereich haben vor allem Schlagersänger das Lied als Ich zähle täglich meine Sorgen mit deutschem Text von Camillo Felgen aufgegriffen. Die Plattform cover.info listete im Mai 2022 mehr als 70 Versionen des Liedes in verschiedenen Sprachen, bei secondhandsongs.com waren es mehr als 140.

### Weitere englische Coverversionen
Vor allem in den Vereinigten Staaten wurde Heartaches by the Number nach dem Erfolg von Guy Mitchell von zahlreichen Musikern aus dem Bereich der Country-Musik, jedoch auch in der Popmusik aufgegriffen. 1965 konnte sich auch Johnny Tillotson in den Pop-Charts platzieren. Der Titel kam im August des Jahres in die Charts und stieg bis auf Platz 35; insgesamt war er für zwei Monate platziert. Zu den Künstlern, die das Lied auf Englisch oder als Instrumentalstück aufgenommen haben, gehören unter anderen:
- 1960: Jan & Kjeld, Paul Rich, Peter Abrams & The Rockers, Grady Martin & The Slewfoot Five (Instrumental)
- 1961: Billy Byrd, Buck Owens, Kitty Wells, Leroy Van Dyke
- 1962: Connie Francis, George Jones, Jan Howard & The Jordanaires, Webb Pierce
- 1964: Johnny Tillotson, Leon McAuliffe & His Swingin’ Western Band
- 1965: Bing Crosby, Harlan Howard, Dean Scott, Pat Zill, Lawrence Welk and His Orchestra (Instrumental)
- 1966: Willie Nelson, Bully Buhlan
- 1967: Bobby Goldsboro & Del Reeves, Canadian Sweethearts, Dottie West & The Heartaches, Waylon Jennings, Hillbilly 5, Virginia Lee
- 1968: Burl Ives, Charles Jacobie
- 1969: Conway Twitty, Jerry Lee Lewis, Mel Tillis, Country Joe McDonald, Floyd Cramer (Instrumental)
- 1970: Jack Palance, Jane Morgan, Ray Lynam, Danny McGirr
- 1971: Stompin’ Tom Connors
- 1972: Ernest Tubb & his Texas Troubadours, Jack Reno
- 1973: Augie Meyers, Hugo Duncan and The Tallmen
- 1974: Cotton Mill Boys
- 1975: Ace Cannon (Instrumental), County Express, The Hagers
- 1976: Ava Barber, Margo Smith, Mal Daron, Hank Thunander (Instrumental)
- 1977: Sonny James & Tennessee State Prison Band
- 1978: Carroll Baker, Trevor Adams, Stacey Wylde
- 1979: Bill Haley & The Comets, Tommy Dell, Tex Withers, Col Millington, Noel Parlane
- 1980: The Tumbleweed Band, Roger Masters
- 1981: Matchbox
- 1983: Darlene Austin
- 1984: Getingarna
- 1985: Roger Miller, Roger Tibbs
- 1986: Dwight Yoakam, Busby Brothers
- 1987: The Clampetts, The Blue Diamonds
- 1988: Johnny Paycheck, Kevin Rowland
- 1989: Mary Duff, The Kendalls, Clive Bruce
- 1992: Roger Miller, Melba Montgomery
- 1997: Crystal Clark
- 1998: Eva Pilarová & Karel Gott
- 1999: Joy Adams
- 2000: Tommy Scott, Clive Scott, Mingo Saldivar, Cruise Control
- 2001: Jim & Jesse
- 2002: Charlie Dicks
- 2005: Marti Brom, Martina McBride & Dwight Yoakam, Arly Karlsen
- 2006: Leah Durelle, Patchwork, Stone Country Connection
- 2007: David Ball, Ray Price & Vince Gill, Becky Schlegel
- 2008: Nick MacKenzie, Jimmy Sturr & His Orchestra, Daniel O’Donnell, Joe Paul Nichols
- 2009: Rosanne Cash feat. Elvis Costello, Knightsbridge (Instrumental)
- 2010: Bucky Pizzarelli & The West Texas Tumbleweeds, Frances Mooney & Fontanna Sunset, Cumberland Gap, Billy Armstrong (Instrumental)
- 2011: Jim Ford, Brenda Cohn
- 2012: Midday Sun, Streaplers, The Spootniks
- 2013: Mitch Barker, Philomena Begley, The Playtones, Ray Sanders
- 2014: Mary Sarah with Ray Price
- 2015: BR5-49
- 2016: Cyndi Lauper

### Deutsche VersionIch zähle täglich meine Sorgen
1959 schrieb der luxemburgische Musiker und Texter Camillo Felgen eine deutschsprachige Version des Liedes unter dem Titel Ich zähle täglich meine Sorgen, die von dem österreichischen Schlagersänger Peter Alexander gemeinsam mit dem Orchester Erich Werner aufgenommen und von Polydor veröffentlicht wurde. Die Single erschien 1959 und kam im Dezember des Jahres in die deutschen Singlecharts, wo sie bis auf Platz 2 stieg. Sie war insgesamt sieben Monate in den Charts, davon vier in den Top 10. Das Lied war zudem der namensgebende Titel der deutschen Filmkomödie Ich zähle täglich meine Sorgen von Paul Martin aus dem Jahr 1960, bei dem Peter Alexander neben Ingeborg Schöner die Hauptrolle spielte und neben Ich zähle täglich meine Sorgen einige weitere Titel sang.
In der deutschen Version wird der „Herzschmerz“ durch die „Sorgen“ ersetzt, der Inhalt bleibt ansonsten jedoch ähnlich. Hier geht es allerdings um die Sorge, dass die Partnerin den Protagonisten verlassen könnte:

„Ich zähle täglich meine Sorgen, denn ich sorg mich sehr.

Wenn ich denk, du liebst mich nicht, lieb ich dich umso mehr.

Ich zähle täglich meine Sorgen und lieb dich wie zuvor.

Wenn ich nicht mehr zähle, weiß ich, dass ich dich verlor.“

In der Folge wurde die deutschsprachige Version von mehreren Interpreten gecovert, unter anderem von:
- 1959: Wolfgang Sauer und die Hansen Boys
- 1960: Gerd Fitz, Rudi Scherf & Die Rivieras, Heinz Sagner & die Larsen-Brothers
- 1981: Freddy Breck
- 1991: Peter Kraus
- 2002: Wolfgang Edenharder
- 2003: Die Stoakogler
- 2005: Andy Borg

### Weitere Coverversionen
Neben den genannten Versionen gab es zahlreiche weitere Coverversionen in mehreren Sprachen, darunter Schwedisch, Finnisch, Niederländisch, Dänisch und Chinesisch. Aufnahmen in diesen Sprachen gibt es unter anderem von:
- 1960: Ria Valk met orkest o.l.v. Jack Bulterman – Als ik je hoor fluiten  (Niederländisch)
- 1960: Laila Halme – Neljä sydänsurua (Finnisch)
- 1967: Lill Babs – Alltför många gånger (Schwedisch)
- 1969: Jean Boucher – Près de ma blonde
- 1984: Peter Kent – Kvinden i mit liv (Dänisch)
- 1987: Bjørn & Okay – Regnvejr hele ugen (Dänisch)
- 1994: Paběrky Marko Čermáka – Vzpomínka na březen (Tschechisch)

## Belege
1. ↑  
Ray Price – Heartaches by the Number bei Discogs; abgerufen am 30. Mai 2022.
2. 1 2 3  
Guy Mitchell – Heartaches by the Number,
 Johnny Tillotson – Heartaches by the Number; abgerufen am 30. Mai 2022.
3. 1 2  
Heartaches by the Number, Songtext von Harlan Howard auf songtexte.com; abgerufen am 30. Mai 2022.
4. 1 2 3 4 5  
Ray Price – Heartaches by the Number (1959) auf cover.info; abgerufen am 30. Mai 2022.
5. ↑  
Ray Price – Heartaches by the Number (1959) auf secondhandsongs.com; abgerufen am 30. Mai 2022.
6. 1 2  
Peter Alexander – Ich zähle täglich meine Sorgen auf chartsurfer.de; abgerufen am 30. Mai 2022.
7. ↑  
Peter Alexander - Ich zähle täglich meine Sorgen auf 45cat.com; abgerufen am 30. Mai 2022.
8. ↑  
Soundtrack von Ich zähle täglich meine Sorgen auf imdb.com; abgerufen am 30. Mai 2022.
9. ↑  
Ich zähle täglich meine Sorgen, Songtext von Peter Alexander auf songtexte.com; abgerufen am 30. Mai 2022.